# Varages
Varages – miejscowość i gmina we Francji, w regionie Prowansja-Alpy-Lazurowe Wybrzeże, w departamencie Var.
Według danych na rok 1990 gminę zamieszkiwały 902 osoby, a gęstość zaludnienia wynosiła 26 osób/km² (wśród 963 gmin regionu Prowansja-Alpy-W. Lazurowe Varages plasuje się na 397. miejscu pod względem liczby ludności, natomiast pod względem powierzchni na miejscu 282.).